# Lepidodexia chocoensis
Lepidodexia chocoensis är en tvåvingeart som beskrevs av Guilherme A.M.Lopes 1992. Lepidodexia chocoensis ingår i släktet Lepidodexia och familjen köttflugor.
Artens utbredningsområde är Colombia. Inga underarter finns listade i Catalogue of Life.